# Ан-Насави
Абуль-Хасан Али ибн Ахмад ан-Насави (перс. نسوی‎, Наса, 1010 — Багдад, 1075) — газневидский математик и астроном, ученик Кушьяра ибн Лаббана. Работал в Рее, Исфахане и Газне.

## Труды
Составил комментарии к сочинениям Менелая, Архимеда и Евклида. Написал «Достаточное о индийской арифметике», «Книгу о фигуре секущих», «Собрание правил науки о звёздах», «Трактат о познании календаря и астролябии».
Ан-Насави является предполагаемым автором написанного в Исфахане при ‘Амид ал-Мулке анонимного трактата «Собрание правил науки астрономии», содержащего изложение необходимой для астрономии сферической тригонометрии.